# Ганц, Антон Рой
Антон Рой Ганц (нем. Anton RoyGanz; 25 апреля 1903, Чикаго — 16 декабря 1993, Базель) — швейцарский дипломат и юрист. Сын Рудольфа Ганца.
Учился в школе в Цюрихе и Нью-Йорке, затем в Базельском и Берлинском университетах, в 1927 году получил в Базеле степень доктора права. В 1932—1941 гг. работал прокурором кантона Базель-Штадт, наиболее громким его делом было проведённое в 1935 году расследование похищения нацистами из Швейцарии немецкого антифашиста Бертольда Якоба. В 1941—1945 гг. председатель уголовного суда и суда по делам несовершеннолетних кантона Базель-Штадт. Одновременно был активным членом Социал-демократической партии Швейцарии, в 1935—1945 гг. представлял её в качестве депутата кантонального парламента. Также исполнял обязанности главного редактора «Базельской рабочей газеты» (нем. Basler Arbeiter-Zeitung).
С 1945 г. на дипломатической службе, работал в посольствах Швейцарии в Польше (до 1948 г.), Финляндии (1948—1954) и Иране (с 1954 г.). В 1957—1959 гг. посол Швейцарии в Иране, в 1959—1964 гг. в Югославии, в 1964—1966 гг. в СССР, в 1966—1968 гг. в Алжире. С 1968 г. на пенсии, в дальнейшем стоял у истоков Швейцарского фонда мира (ныне некоммерческая организация Swisspeace).